# Non nobis solum
Non nobis solum (лат. дослівно: «не лише для нас самих») — латинське гасло, яке означає, що люди мають дбати не лише про особисте благо, а й про спільне. Поширеними варіаціями є non nobis, sed omnibus («не для нас, а для всіх») та non nobis solum, sed omnibus («не тільки нам, а всім»).

## Історія
Гасло походить із найвпливовішої філософської праці Цицерона — його трактату «Про обов'язки» (лат. De Officiis). Повне речення звучить так: «non nobis solum nati sumus ortusque nostri partem patria vindicat, partem amici» («Не для нас одних ми народжені; наша країна, наші друзі до нас причетні»; De Officiis, 1:22). За словами самого Цицерона, це речення є дослівним перекладом тези з Дев'ятої Епістоли Платона. У контексті уривка воно означає, що «люди створені заради собі подібних, щоб приносити одне одному якомога більше користі». Цицерон пов'язує цю концепцію зі стоїчним ідеалом космополітизму, згідно з яким людина має природну кревність з усіма іншими людьми й повинна «сприяти загальному благу шляхом обміну добрими справами (officia), віддаючи й отримуючи».

## Поширений ужиток
Гасло використовується багатьма організаціями, зокрема першою ротою технічного обслуговування армії США та навчальними закладами, як-то: Військова академія Массанаттена, Школа мистецтв Волнат-Гілл, школа Пеннторп, Коледж Нижньої Канади, коледж Даремського університету, школа медсестер Св. Джозефа при Університеті Вікторії,Університет Вошберна,Університет Вілламетта, Свортмор-коледж (гасло використовувалось на випуску у 1918 році), і табір Канавана, що підпорядкований Християнській асоціації для юнаків і розташований на північ від Монреаля, Квебек. Non nobis solum також включено до гербів барона Гайден-Ґеста та Френка Зайберлінга (вислів є над входом до Стен Гайвет, їхнього маєтку в штаті Огайо, побудованого на початку 1900-х). Крім того, гасло було частиною родинного герба Джорджа Фосберрі, солдата і конструктора озброєння. Напис можна побачити на магазині вцілілого прикладу прототипу гвинтівки його виробництва.